# Billy Boyle
Billy Boyle (Dublino, 24 febbraio 1945) è un attore e cantante irlandese, attivo in campo cinematografico, teatrale e televisivo.
Ha recitato anche in diversi musical, tra cui Hello, Dolly!, La bella e la bestia, A qualcuno piace caldo, Charlie e la fabbrica di cioccolato, Guys and Dolls, Into the Woods, Follies e Grey Gardens.

## Filmografia parziale

### Cinema
- Barry Lyndon, regia di Stanley Kubrick (1975)
- A United Kingdom - L'amore che ha cambiato la storia (A United Kingdom), regia di Amma Asante (2016)

### Televisione
- The Basil Brush Show – serie TV, 22 episodi (1979-1980)
- Kelly Monteith – serie TV, 3 episodi (1984)
- The Bretts – serie TV, 16 episodi (1987-1989)
- EastEnders – serial TV, 13 puntate (1993)
- Metropolitan Police (The Bill) – serie TV, episodi 12x48-26x20 (1996-2010)
- Father Ted – serie TV, episodio 2x11 (1996)
- Doctors – serial TV, 3 puntate (2003-2015)
- Holby City – serie TV, episodi 7x03-23x22 (2004-2021)
- Coronation Street – serial TV, 3 puntate (2008-2023)
- The Royal – serie TV, episodi 8x01-8x02 (2009)
- Dirk Gently – serie TV, episodio 1x01 (2010)
- Lead Balloon – serie TV, episodio 4x03 (2011)
- I Borgia (The Borgias) – serie TV, episodio 2x10 (2012)
- Ted Lasso – serie TV, episodio 2x10 (2021)
- The Flatshare – serie TV, episodi 1x01-1x06 (2022)
- Strike – serie TV, episodi 5x02-5x03 (2022)

## Doppiatori in italiano
- Sergio Di Giulio in Barry Lyndon